# Algú va volar sobre el niu del cucut
Algú va volar sobre el niu del cucut (títol original en anglès One Flew Over the Cuckoo's Nest) és una pel·lícula de Milos Forman, estrenada el 1975 i interpretada per Jack Nicholson en el paper de McMurphy i Louise Fletcher en el paper de Miss Ratched. És una adaptació de la novel·la homònima de Ken Kesey, apareguda el 1962.
En anglès el mot cuckoo designa l'ocell cucut i també una persona mentalment pertorbada, com dels pacients de l'hospital psiquiàtric de la intriga. Aquesta pel·lícula ha estat doblada al català.

## Argument
Randle Patrick McMurphy (Jack Nicholson) és un criminal que compleix un temps de presó en una granja de treball, que és transferit a una institució mental a causa del seu comportament aparentment boig. McMurphy creu que podrà complir la resta de la seva sentència en relativa comoditat.
El departament de l'hospital psiquiàtric on s'ha internat Randle és dirigit per una tirana tranquil·la però inflexible, la infermera Ratched (Louise Fletcher), que ha imposat unes normes molts estrictes. McMurphy decideix llavors revolucionar aquest petit món. El que esbrina només més tard és que Ratched té el poder de mantenir-lo allà indefinidament.
Ratched veu el seu comportament com un pols personal que desafia la seva autoritat i s'obsessiona a guanyar aquesta competició.

## Repartiment
- Jack Nicholson: Randle Patrick McMurphy
- Louise Fletcher: infermera Mildred Ratched
- William Redfield: Harding
- Michael Berryman: Ellis
- Peter Brocco: coronel Matterson
- Dean R. Brooks: doctor John Spivey
- Alonzo Brown: Miller
- Scatman Crothers: Infermer Turkle
- Mwako Cumbuka: Auxiliar Warren
- Danny DeVito: Martini
- William Duell: Jim Sefelt
- Josip Elic: Bancini
- Lan Fendors: infermera Itsu
- Ken Kenny: Beans Garfield
- Mel Lambert: Harbormaster
- Sydney Lassick: Charlie Cheswick
- Kay Lee: infermera de nit
- Christopher Lloyd: Taber
- Dwight Marfield: Ellsworth
- Ted Markland: Hap Arlich
- Louisa Moritz: Rose
- Philip Roth: Woolsey
- Will Sampson: cap Bromden
- Mimi Sarkisian: infermera Pilbow
- Vincent Schiavelli: Frederickson
- Mews Small: Candy
- Delos V. Smith Jr.: Scanlon
- Tin Welch: Ruckley
- Brad Dourif: Billy Bibbit

## Premis i nominacions[calcitació]

### Premis
- 1976: Oscar a la millor pel·lícula per Saul Zaentz, Michael Douglas[3]
- 1976: Oscar al millor director per Milos Formans[3]
- 1976: Oscar al millor actor per Jack Nicholsons[3]
- 1976: Oscar a la millor actriu per Louise Fletchers[3]
- 1976: Oscar al millor guió adaptat per Lawrence Hauben i Bo Goldmans[3]
- 1976: Globus d'Or a la millor pel·lícula dramàtica
- 1976: Globus d'Or al millor director per Milos Forman
- 1976: Globus d'Or al millor actor dramàtic per Jack Nicholson
- 1976: Globus d'Or a la millor actriu dramàtica per Louise Fletcher
- 1976: Globus d'Or al millor guió per Lawrence Hauben i Bo Goldman
- 1977: BAFTA a la millor pel·lícula
- 1977: BAFTA a la millor direcció per Milos Forman
- 1977: BAFTA al millor actor per Jack Nicholson
- 1977: BAFTA a la millor actriu per Louise Fletcher
- 1977: BAFTA al millor actor secundari per Brad Dourif
- 1977: BAFTA al millor muntatge per Lynzee Klingman, Richard Chew i Sheldon Kahn

### Nominacions
- 1976: Oscar al millor actor secundari per Brad Dourifs[3]
- 1976: Oscar a la millor fotografia per Haskell Wexler i Bill Butlers[3]
- 1976: Oscar a la millor banda sonora per Jack Nitzsches[3]
- 1976: Oscar al millor muntatge per Lynzee Klingman, Richard Chew i Sheldon Kahns[3]
- 1977: BAFTA al millor guió per Lawrence Hauben i Bo Goldman
- 1977: BAFTA a la millor fotografia per Haskell Wexler, Bill Butler i William A. Fraker
- 1977: BAFTA a la millor música per Jack Nitzsche
- 1977: BAFTA al millor so per Mary McGlone, Robert R. Rutledge, Veronica Selver, Larry Jost i Mark Berger
- 1977: César a la millor pel·lícula estrangera
- 1977: Grammy al millor àlbum de banda sonora original escrit per pel·lícula o televisió per Jack Nitzsche